# Геміш Лінклатер
Хаміш Лінклатер (англ. Hamish Linklater; нар. 7 липня 1976, Грейт-Баррінгтоні, Массачусетс) — американський актор і драматург, відомий тим, що зіграв Меттью Кімбла в «Нових пригодах старої Крістіни», Ендрю Кінеллі в «Божевільних» і Кларка Дебюссі в «Легіоні», син тренера з драматичного вокалу Крістін Лінклатер.

## Раннє життя
Лінклатер народився у Грейт-Баррінгтоні, штат Массачусетс, син Крістін Лінклатер та Джеймса Лінкольна Кормені.  Його мати - з Шотландії, вона – професор театру та акторської кафедри Колумбійського університету та викладач вокальної техніки. Мати-одиначка, вона виховала свого сина частково на Беркширських пагорбах, де була засновником драматичної трупи « Шекспір і компанія» . Її синові було вісім років, коли він почав виконувати маленькі шекспірівські ролі. 
Його бабуся і дідусь по матері були Марджорі Лінклатер, діяч мистецтв, та Ерік Лінклатер, який був шотландським романістом шведського походження  та одним із засновників Національної партії Шотландії . Його дядьки - журналіст Магнус Лінклатер та письменник Андро Лінклатер . 
Лінклатер закінчив у 1994 році школу Співдружності в Бостоні  та навчався в Емгерстському коледжі . 

## Кар'єра
Вперше з'явившись на сцені, він дебютував на великому екрані у фільмі Groove 2000-ого року. Після цього відбулася його роль кореспондента CNN Річарда Рота у фільмі HBO Live of Bagdad . З тих пір він з'явився у численних фільмах, зокрема « Фантастична четвірка» (2005). Він мав повторювану роль у телешоу « Американські мрії», а також « Перехрещення Гедеона» . Він був другим в ролі, щоб зіграти Логана на Темному ангелі, але роль дісталася Майклу Уезерлі . 
З 2006 по 2010 рік він був головним учасником ситкому CBS «Нові пригоди Старої Крістіни», у ролі брата Крістіни, яку грала Джулія Луї-Дрейфус . 
У липні 2006 року Лінклейтер з'явився в "Зайнятому світі" Кейта Буніна на противагу п'єсіДжилл Клейбурґ в "П'єсах Горизонтів" . Він грав Гамлета в репертуарі Південного узбережжя в Коста-Месі, штат Каліфорнія та театрі Лонг-Уорф у Нью-Хейвені, штат Коннектикут . 
На Хеллоуїн 2007 року Лінклейтер з'явився в епізоді Pushing Daisies на каналі ABC під назвою "Обхват ". Він також брав участь фільм "Насильницький вид". 
Він з'явився у постановці Громадського театру « Дванадцята ніч" у Театрі "Шекспір в парку" у ролі сера Ендрю Егейчека, разом з Енн Хетхауей, Одрою Макдональд та Раулем Еспарцаою . 
У 2011 році він знявся з Мірандою Джулі у програмі The Future . Він зробив свій бродвейський дебют в жовтні 2011 року в п'єсі театру Theresa REBECK "Семінар" разом з Аланом Рікманом, Джеррі О'Коннелл, Лілі Рабе і Хеттіенн Парк . 
У 2013 році він зіграв пітчера Бруклінських Доджерів Ральфа Бранку в біографічному фільмі про Джекі Робінсона 42 . Лінклейтер також приєднався до акторської групи "Новини",   фільмі Аарона Соркіна в ролі, що повторюється, зігравши старшого продюсера Джеррі Дантана. Він залишився на шість епізодів, поки не заробив роль Ендрю Кіанеллі в серіалі CBS «Божевільні», прем’єра якого відбулася у вересні 2013 року. 
У 2017 році Linklater знявся у повторюваній ролі в оригінальній серії FX Legion, заснованої на персонажах Marvel Comics . 

## Особисте життя
Лінклатер одружився з драматургом Джессікою Голдберг у січні 2002 року; вони розлучилися у 2012 році. У них одна дочка, Лусінда Роза.  
Лінклейтер перебуває у стосунках з актрисою Лілі Рейб . У них є дочка, яка народилася в березні 2017 року.  

## Фільмографія

### Фільм
| Рік  | Назва                   | Роль           | Примітки                                                                                   |
| ---- | ----------------------- | -------------- | ------------------------------------------------------------------------------------------ |
| 2000 | Борозенка               | Девід Тернер   |                                                                                            |
| 2003 | Остаточний проект       | Марті          |                                                                                            |
| 2005 | The Sailor's Girl       | Н/Д            | Короткометражний фільм                                                                     |
| 2005 | Все пішло зелене        | Вільям         | Короткометражний фільм                                                                     |
| 2005 | Фантастична четвірка    | Леонард        |                                                                                            |
| 2006 | Гра в справах           | Генрі          | Короткий фільм                                                                             |
| 2008 | The Violent Kind        | Френк          | Тільки на DVD-диску                                                                        |
| 2011 | Я переходжу             | Буйвол         | Короткий фільм                                                                             |
| 2011 | Майбутнє                | Джейсон        |                                                                                            |
| 2012 | Морський бій            | Кал Сапата     |                                                                                            |
| 2012 | Лола проти              | Генрі          |                                                                                            |
| 2013 | 42                      | Ральф Бранка   |                                                                                            |
| 2013 | Шлях викупу             | Девід          |                                                                                            |
| 2014 | Цього ранку у Нью-Йорку | Томмі Альтманн |                                                                                            |
| 2014 | Магія місячного сяйва   | Брис           |                                                                                            |
| 2015 | Ще раз                  | Тім            |                                                                                            |
| 2015 | Ітака                   | Том Спанглер   |                                                                                            |
| 2015 | Гра на пониження        | Портер Коллінз | Номінований - Премія Гільдії кіноакторів США за найкращий акторський склад в ігровому кіно |
| 2017 | Сон у літню ніч         | Лисандр        |                                                                                            |
| 2017 | Паперовий рік           | Ной Бенінгер   |                                                                                            |
| 2017 | Ви не можете сказати ні | Милі           |                                                                                            |
| 2019 | Крамниця єдинорогів     | Гері           |                                                                                            |
| 2022 | Мертвий за долар        | Мартін Кідд    |                                                                                            |
| 2024 | Життя Чака              | репортер       |                                                                                            |

### Телебачення
| Рік     | Назва                               | Роль              | Примітки                         |
| ------- | ----------------------------------- | ----------------- | -------------------------------- |
| 2000–01 | Переправа Гедеона                   | Доктор Брюс Черрі | 20 епізодів                      |
| 2002    | Прямий ефір з Багдада               | Річард Рот        | Телефільм                        |
| 2003    | Щаслива родина                      | Тодд Бренан       | Епізод: "Пілот" (сцени видалено) |
| 2003    | Dragnet                             | Кевін Грімс       | Епізод: "Чарівна куля"           |
| 2004    | Американські мрії                   | Пвт. Стен Сілвер  | 9 епізодів                       |
| 2004    | 5 п'яти днів до півночі             | Карл Аксельрод    | 5 епізодів                       |
| 2006–10 | The New Adventures of Old Christine | Метью Кімбл       | 88 епізодів                      |
| 2007    | Живий за викликом                   | Джон Джозеф Якобс | Епізод: "Обхват"                 |
| 2009    | Потворна Бетті                      | Еван Йорк         | Епізод: "Синій на блакитному"    |
| 2012    | Невиліковне Це                      | Дейв Купер        | 4 епізоди                        |
| 2012    | Закон і порядок: Спеціальний корпус | Девід Морріс      | Епізод: "Манхеттенське чування"  |
| 2012–13 | Гарна дружина                       | Девід ЛаГуардія   | 2 епізоди                        |
| 2013    | Новини                              | Джеррі Дантана    | 6 епізодів                       |
| 2013–14 | The Crazy Ones                      | Ендрю Кінеллі     | 22 епізоди                       |
| 2017–19 | Легіон                              | Кларк Дебюссі     | 14 епізодів                      |
| 2017    | Фарго                               | Ларуе Доллард     | 4 епізоди                        |
| 2020    | Протистояння                        | доктор Елліс      | Епізод: "The End"                |
| 2021    | Розкажи мені свої секрети           | Джон Тайлер       | 10 серій                         |
| 2021    | Опівнічна меса                      | отець Пол Гілл    | 7 серій                          |
| 2022    | Газлайт                             | Джеб Магрудер     | 5 серій                          |
| TBA     | Manhunt                             | Авраам Лінкольн   |                                  |

## Зовнішні посилання
- Геміш Лінклатер на сайті IMDb (англ.)
- Хаміш Лінклатер [Архівовано 18 листопада 2015 у Wayback Machine.] на TV.com
- Геміш Лінклатер на сайті Internet Broadway Database (англ.)
- Геміш Лінклатер на Internet Off-Broadway Database